# Garaeus mirificus
Garaeus mirificus là một loài bướm đêm trong họ Geometridae.